# باول غرينبيرغ (كاتب)
باول غرينبيرغ (بالإنجليزية: Paul Greenberg)‏ هو كاتب أمريكي، ولد في 1967 في نيويورك في الولايات المتحدة.